# Alfred Hansen (politiker)
 For alternative betydninger, se Alfred Hansen. (Se også artikler, som begynder med Alfred Hansen)
Alfred Hansen (født 22. maj 1932 i Skarrild Sogn, død 26. januar 2018) var en dansk lærer og politiker. Han var medlem af Folketinget for Danmarks Retsforbund fra 1977 til 1981.
Hansen var søn af gårdejer Kristian Hansen og hustru Jenny Hansen. Han blev født 22. maj 1932 i Skarrild Sogn syd for Herning. Efter folkeskolen arbejdede han med landbrug 1946-51 og gik på Hoptrup Højskole 1951-52. Han var værnepligtig befalingsmand 1953-55 og gik på sergentskole i 1953. I 1955 havde han et ophold på Køng Højskole. Hansen blev læreruddannet på Skaarup Seminarium 1956-61.
Han var lærer ved Frørup Centralskole (syd for Nyborg) 1961-68 og lærer ved Korup Skole ved Odense fra 1973 hvor han også var tillidsmand for lærerne. Indimellem var han medarbejder ved Statsanstalten for Livsforsikring. Hansen var i 1965 medstifter af Foreningen af Yngre Lærere og tog i 1972 initiativ til at danne Folkebevægelsen mod EF i Fyns Amt. Han var redaktør af Odense Lærerforenings blad "Lærerbladet" 1972-77.
Hansen var formand for Danmarks Retsforbund i Svendborg Amt 1964-68, i Odense Amt 1968-70 og i Fyns Amt 1970-77. Han var medlem af Retsforbundets landsledelse 1968-72. I 1974 blev han medlem af Fyns Amts taksationskommission for ekspropriationssager, og han var vurderingsmand i Odense Kommune.
I 1966-1968 var Hansen folketingskandidat for Danmarks Retsforbund i Gudmekredsen og i 1971-1993 i Odense Sydkredsen. Hansen blev valgt til Folketinget i Fyns Amtskreds ved valgene i 1977 og 1979 og var medlem fra 15. februar 1977 til 8. december 1981. I marts-april 1974 var han midlertidigt medlem af Folketinget som stedfortræder for Lars Ove Grønborg.